# Llista d'asteroides/148201-148300
| Nom      | Designació provisional | Data de descobriment | Lloc de descobriment | Descobridor/s                    |
| -------- | ---------------------- | -------------------- | -------------------- | -------------------------------- |
| 148201 - | 2000 CD80              | 8 de febrer de 2000  | Kitt Peak            | Spacewatch                       |
| 148202 - | 2000 CN80              | 6 de febrer de 2000  | Socorro              | LINEAR                           |
| 148203 - | 2000 CW88              | 4 de febrer de 2000  | Socorro              | LINEAR                           |
| 148204 - | 2000 CN90              | 6 de febrer de 2000  | Socorro              | LINEAR                           |
| 148205 - | 2000 CZ93              | 8 de febrer de 2000  | Socorro              | LINEAR                           |
| 148206 - | 2000 CL97              | 13 de febrer de 2000 | San Marcello         | L. Tesi, M. Tombelli             |
| 148207 - | 2000 CM100             | 10 de febrer de 2000 | Kitt Peak            | Spacewatch                       |
| 148208 - | 2000 CD101             | 12 de febrer de 2000 | Kitt Peak            | Spacewatch                       |
| 148209 - | 2000 CR105             | 6 de febrer de 2000  | Kitt Peak            | M. W. Buie                       |
| 148210 - | 2000 CR111             | 6 de febrer de 2000  | Catalina             | CSS                              |
| 148211 - | 2000 CO116             | 3 de febrer de 2000  | Socorro              | LINEAR                           |
| 148212 - | 2000 CR140             | 6 de febrer de 2000  | Kitt Peak            | Spacewatch                       |
| 148213 - | 2000 DU2               | 27 de febrer de 2000 | Kitt Peak            | Spacewatch                       |
| 148214 - | 2000 DA21              | 29 de febrer de 2000 | Socorro              | LINEAR                           |
| 148215 - | 2000 DE28              | 29 de febrer de 2000 | Socorro              | LINEAR                           |
| 148216 - | 2000 DM30              | 29 de febrer de 2000 | Socorro              | LINEAR                           |
| 148217 - | 2000 DB33              | 29 de febrer de 2000 | Socorro              | LINEAR                           |
| 148218 - | 2000 DM37              | 29 de febrer de 2000 | Socorro              | LINEAR                           |
| 148219 - | 2000 DP41              | 29 de febrer de 2000 | Socorro              | LINEAR                           |
| 148220 - | 2000 DB47              | 29 de febrer de 2000 | Socorro              | LINEAR                           |
| 148221 - | 2000 DO51              | 29 de febrer de 2000 | Socorro              | LINEAR                           |
| 148222 - | 2000 DP53              | 29 de febrer de 2000 | Socorro              | LINEAR                           |
| 148223 - | 2000 DQ60              | 29 de febrer de 2000 | Socorro              | LINEAR                           |
| 148224 - | 2000 DV61              | 29 de febrer de 2000 | Socorro              | LINEAR                           |
| 148225 - | 2000 DB78              | 29 de febrer de 2000 | Socorro              | LINEAR                           |
| 148226 - | 2000 DO84              | 29 de febrer de 2000 | Socorro              | LINEAR                           |
| 148227 - | 2000 DP99              | 29 de febrer de 2000 | Socorro              | LINEAR                           |
| 148228 - | 2000 DP101             | 29 de febrer de 2000 | Socorro              | LINEAR                           |
| 148229 - | 2000 DN102             | 29 de febrer de 2000 | Socorro              | LINEAR                           |
| 148230 - | 2000 DF106             | 29 de febrer de 2000 | Socorro              | LINEAR                           |
| 148231 - | 2000 DG108             | 28 de febrer de 2000 | Socorro              | LINEAR                           |
| 148232 - | 2000 DU109             | 29 de febrer de 2000 | Socorro              | LINEAR                           |
| 148233 - | 2000 DV109             | 29 de febrer de 2000 | Socorro              | LINEAR                           |
| 148234 - | 2000 EW5               | 2 de març de 2000    | Kitt Peak            | Spacewatch                       |
| 148235 - | 2000 EC6               | 2 de març de 2000    | Kitt Peak            | Spacewatch                       |
| 148236 - | 2000 EC9               | 3 de març de 2000    | Socorro              | LINEAR                           |
| 148237 - | 2000 EX9               | 3 de març de 2000    | Socorro              | LINEAR                           |
| 148238 - | 2000 EA19              | 5 de març de 2000    | Socorro              | LINEAR                           |
| 148239 - | 2000 EH28              | 4 de març de 2000    | Socorro              | LINEAR                           |
| 148240 - | 2000 EA41              | 8 de març de 2000    | Socorro              | LINEAR                           |
| 148241 - | 2000 EP42              | 8 de març de 2000    | Socorro              | LINEAR                           |
| 148242 - | 2000 EN58              | 8 de març de 2000    | Socorro              | LINEAR                           |
| 148243 - | 2000 EX58              | 9 de març de 2000    | Socorro              | LINEAR                           |
| 148244 - | 2000 EW63              | 10 de març de 2000   | Socorro              | LINEAR                           |
| 148245 - | 2000 EG70              | 10 de març de 2000   | Socorro              | LINEAR                           |
| 148246 - | 2000 EK109             | 8 de març de 2000    | Haleakala            | NEAT                             |
| 148247 - | 2000 EA124             | 11 de març de 2000   | Anderson Mesa        | LONEOS                           |
| 148248 - | 2000 EJ124             | 11 de març de 2000   | Anderson Mesa        | LONEOS                           |
| 148249 - | 2000 EO125             | 11 de març de 2000   | Anderson Mesa        | LONEOS                           |
| 148250 - | 2000 EC127             | 11 de març de 2000   | Anderson Mesa        | LONEOS                           |
| 148251 - | 2000 EA145             | 3 de març de 2000    | Catalina             | CSS                              |
| 148252 - | 2000 ER162             | 3 de març de 2000    | Socorro              | LINEAR                           |
| 148253 - | 2000 EC178             | 4 de març de 2000    | Socorro              | LINEAR                           |
| 148254 - | 2000 EL198             | 1 de març de 2000    | Catalina             | CSS                              |
| 148255 - | 2000 EF201             | 5 de març de 2000    | Xinglong             | BAO Schmidt CCD Asteroid Program |
| 148256 - | 2000 FL16              | 28 de març de 2000   | Socorro              | LINEAR                           |
| 148257 - | 2000 FS17              | 29 de març de 2000   | Socorro              | LINEAR                           |
| 148258 - | 2000 FQ20              | 29 de març de 2000   | Socorro              | LINEAR                           |
| 148259 - | 2000 FB22              | 29 de març de 2000   | Socorro              | LINEAR                           |
| 148260 - | 2000 FA24              | 29 de març de 2000   | Socorro              | LINEAR                           |
| 148261 - | 2000 FV31              | 29 de març de 2000   | Socorro              | LINEAR                           |
| 148262 - | 2000 FT33              | 29 de març de 2000   | Socorro              | LINEAR                           |
| 148263 - | 2000 FM34              | 29 de març de 2000   | Socorro              | LINEAR                           |
| 148264 - | 2000 FS34              | 29 de març de 2000   | Socorro              | LINEAR                           |
| 148265 - | 2000 FQ37              | 29 de març de 2000   | Socorro              | LINEAR                           |
| 148266 - | 2000 FQ39              | 29 de març de 2000   | Socorro              | LINEAR                           |
| 148267 - | 2000 FH43              | 29 de març de 2000   | Socorro              | LINEAR                           |
| 148268 - | 2000 FN57              | 26 de març de 2000   | Anderson Mesa        | LONEOS                           |
| 148269 - | 2000 FX66              | 25 de març de 2000   | Kitt Peak            | Spacewatch                       |
| 148270 - | 2000 GM6               | 4 d'abril de 2000    | Socorro              | LINEAR                           |
| 148271 - | 2000 GF20              | 5 d'abril de 2000    | Socorro              | LINEAR                           |
| 148272 - | 2000 GL29              | 5 d'abril de 2000    | Socorro              | LINEAR                           |
| 148273 - | 2000 GB37              | 5 d'abril de 2000    | Socorro              | LINEAR                           |
| 148274 - | 2000 GS39              | 5 d'abril de 2000    | Socorro              | LINEAR                           |
| 148275 - | 2000 GB49              | 5 d'abril de 2000    | Socorro              | LINEAR                           |
| 148276 - | 2000 GL56              | 5 d'abril de 2000    | Socorro              | LINEAR                           |
| 148277 - | 2000 GV58              | 5 d'abril de 2000    | Socorro              | LINEAR                           |
| 148278 - | 2000 GW83              | 3 d'abril de 2000    | Socorro              | LINEAR                           |
| 148279 - | 2000 GF87              | 4 d'abril de 2000    | Socorro              | LINEAR                           |
| 148280 - | 2000 GG93              | 5 d'abril de 2000    | Socorro              | LINEAR                           |
| 148281 - | 2000 GT97              | 7 d'abril de 2000    | Socorro              | LINEAR                           |
| 148282 - | 2000 GO107             | 7 d'abril de 2000    | Socorro              | LINEAR                           |
| 148283 - | 2000 GM134             | 8 d'abril de 2000    | Socorro              | LINEAR                           |
| 148284 - | 2000 GX157             | 7 d'abril de 2000    | Anderson Mesa        | LONEOS                           |
| 148285 - | 2000 GC158             | 7 d'abril de 2000    | Anderson Mesa        | LONEOS                           |
| 148286 - | 2000 GN164             | 5 d'abril de 2000    | Socorro              | LINEAR                           |
| 148287 - | 2000 GD172             | 5 d'abril de 2000    | Anderson Mesa        | LONEOS                           |
| 148288 - | 2000 GE172             | 5 d'abril de 2000    | Anderson Mesa        | LONEOS                           |
| 148289 - | 2000 GO173             | 5 d'abril de 2000    | Anderson Mesa        | LONEOS                           |
| 148290 - | 2000 HV2               | 25 d'abril de 2000   | Kitt Peak            | Spacewatch                       |
| 148291 - | 2000 HJ25              | 24 d'abril de 2000   | Anderson Mesa        | LONEOS                           |
| 148292 - | 2000 HB27              | 27 d'abril de 2000   | Socorro              | LINEAR                           |
| 148293 - | 2000 HM27              | 28 d'abril de 2000   | Socorro              | LINEAR                           |
| 148294 - | 2000 HQ34              | 25 d'abril de 2000   | Anderson Mesa        | LONEOS                           |
| 148295 - | 2000 HU51              | 29 d'abril de 2000   | Socorro              | LINEAR                           |
| 148296 - | 2000 HG67              | 27 d'abril de 2000   | Anderson Mesa        | LONEOS                           |
| 148297 - | 2000 HH72              | 26 d'abril de 2000   | Anderson Mesa        | LONEOS                           |
| 148298 - | 2000 HX74              | 27 d'abril de 2000   | Socorro              | LINEAR                           |
| 148299 - | 2000 HM77              | 28 d'abril de 2000   | Anderson Mesa        | LONEOS                           |
| 148300 - | 2000 HO97              | 25 d'abril de 2000   | Kitt Peak            | Spacewatch                       |